# Vavilovia formosa
Vavilovia formosa je drobná, vytrvalá, vysokohorská bylina, jediný druh monotypického rodu Vavilovia z čeledi bobovitých. Rostlinu objevil již v 19. století ruský biolog Christian Steven. Popsal a správně ji zařadil až roku 1957 vědec Andrey Fedorov, který ji pojmenoval po genetikovi Nikolaji Vavilovi, utrápeném v gulagu.
Po provedeném průzkumu, maturase K, trnL-F a trnS-G spacer chloroplastové DNA a interní transkripce spacer (ITS) oblasti jaderné DNA, bylo na základě zjištění maximální shody a bayesovské analýzy kombinovaných sekvenčních dat DNA potvrzeno, že rostliny rodu Vavilovia tvoří samostatnou skupinu umístěnou mezi rody hrách a hrachor, s nimiž je geneticky příbuzná.

## Rozšíření
Vyskytuje se izolovaně v horských oblastech východního Kavkazu v Arménii, Ázerbájdžánu, Gruzii a na území Ruska (Čečensko, Dagestán, Severní Osetie). Z jižní strany Kavkazu je známa v přiléhajících horstvech na severovýchodě Sýrie a Iráku, na severozápadě Íránu a dále v horách Antilibanonu v Libanonu. Zcela izolovaná arela je v pohoří Taurus v Turecku.

## Ekologie
Byliny jsou známe z alpínského a subalpínského pásma z oblastí morén a mělkých půd vzniklých rozpadem převážně vápencovitého a břidlicovitého podloží. Rostou přímo ve vlhčí kamenité suti nebo v řídce zapojeném, nízkém bylinném porostu v nadmořské výšce 1300 až 2800 m n. m. Převážně jsou vidět jen jednotlivé rostliny či malé shluky, ale za ideálních podmínek se vytvoří větší skupinky. Jsou sice adaptované na suché a studené vysokohorskému klima, nečekané letní mrazíky však poškozují již rozvité květy a ty pak nevytvoří semena, obdobně jako když jsou květy i listy spaseny horskými býložravci.
Důležitým rostlinným orgánem je kořenový oddenek přežívající zimní období, který ukotvuje rostlinu v často pohyblivé suti a schraňuje živiny pro růst nových listů. Po jeho rozlámání většinou dává vyrůst novým rostlinám. Bývá infikován půdními nitrogenními bakteriemi rodu Rhizobium (méně často i Bosea a Phyllobacterium) a vyrůstají na něm speciální útvary – hlízky. Zde dochází k symbióze, při které bakterie metabolizují atmosférický dusík na amonné ionty využívané hostitelskou rostlinou, jež oplátkou poskytuje bakteriím jednoduché cukry a peptidy. Ploidie druhu je 2n = 14.

## Popis
Vytrvalá rostlina s poléhavou, lysou lodyhou, dlouhou 5 až 15 cm, vyrůstající z podzemního oddenku. Lodyha, často zasypaná v podkladu, je porostlá řapíkatými, složenými listy, tvořenými párem přisedlých, 1 až 2 cm velkých, kulatých až obvejčitých lístků zakončených zřetelnou špičkou. List má drobný, šípovitý palist.
Květy jsou jasně růžové i nafialovělé, až 2 cm velké, motýlovité a vyrůstají jednotlivě z úžlabí listů na stopkách delších než listy. Jsou oboupohlavné, pětičetné, kalich je srostlý s pěti lístků a korunní lístky jsou volné. Kvetou v závislosti na stanovišti v červenci a srpnu. Plod je čárkovitě podlouhlý, bočně stlačený lusk 2 až 2,5 cm dlouhý, Obsahuje tři až pět kulovitých, hladkých semeny olivové nebo tmavohnědé barvy s černými skvrnami. Dozrávají koncem srpna. Po okolí se byliny pomalu šíří rozrůstáním oddenku, na větší vzdálenosti semeny.

## Ohrožení
Jsou to rostliny s nízkou konkurenceschopností, malým potenciálem šíření a jsou trvale ohrožovány spásáním. Rostou velmi roztroušeně a převážně na těžce dostupných místech, jejich početní stavy jsou nízké, špatně sledovatelné a vlastně jen odhadované. Navíc se vyskytují na území více států v oblastech, které jsou z politických důvodů nepřístupné. Uváděné údaje jsou proto jen z území bývalého Sovětského svazu.
Vavilovia formosa roste ve vysokohorské botanické zahradě (asi 1700 m n. m.) v gruzínském lyžařském středisku Bakuriani. Pokusy o pěstování v nižších zónách nebyly úspěšné.